# Abbazia di Millstatt
L'abbazia di Millstatt si trova a Millstatt am See, comune austriaco nel distretto di Spittal an der Drau in Carinzia.

## Storia
Fondata nel 1070, fu in mano ai Benedettini fino al 1469, fu poi trasformata in castello nel XVI secolo dall'ordine militare di San Giorgio; passò quindi ai Gesuiti e infine fu secolarizzata nel 1773.

## Descrizione
Il portale del XII secolo presenta rilievi ornamentali con volti inglobati nelle colonne e il Cristo nel timpano. Sulla parete sinistra della cappella a destra si trova l'affresco della Passione di Cristo del pittore Friedrich von Villach (1428). L'interno è a tre navate in forme gotiche con volte reticolate ed ornate di chiavi di volta a stemmi. L'altare maggiore è barocco (XVII secolo). Durante il periodo quaresimale l'altare maggiore è coperto da una Tela della Passione del 1593 con 41 scene della Bibbia. L'abbazia è inserita nell'itinerario Culturale del Consiglio d'Europa Transromanica.